# Ligue 1 de 2021–22
A Ligue 1 de 2021–22, também conhecida por Ligue 1 Uber Eats por motivos de patrocínio, foi a 84ª edição do Campeonato Francês de Futebol. Começou em 6 de agosto de 2021 e terminou em 21 de maio de 2022. O Lille era o atual campeão.

## Regulamento
A Ligue 1 é disputada por 20 clubes em 2 turnos. Em cada turno, todos os times jogam entre si uma única vez. Os jogos do segundo turno serão realizados na mesma ordem do primeiro, apenas com o mando de campo invertido. Não há campeões por turnos, sendo declarado campeão o time que obtiver o maior número de pontos após as 38 rodadas e rebaixados os três com menor número de pontos. O campeonato produz três vagas à Liga dos Campeões da UEFA, uma à Liga Europa da UEFA e uma à Liga Conferência Europa da UEFA.

### Critérios de desempate
Caso haja empate de pontos entre dois clubes, os critérios de desempate serão aplicados na seguinte ordem:
1. Saldo de gols
2. Gols marcados
3. Confronto direto
4. Fair play

## Participantes
Um total de vinte equipes participarão da Ligue 1 de 2021–22.

### Promovidos e rebaixados
| Pos. | Rebaixados da Ligue 1 |
| ---- | --------------------- |
| 19º  | Dijon                 |
| 20º  | Nîmes                 |

| Pos. | Promovidos da Ligue 2 |
| ---- | --------------------- |
| 1º   | Troyes                |
| 2º   | Clermont Foot         |

### Número de equipes por região
| Nº de equipes | Região                    | Equipes                             |
| ------------- | ------------------------- | ----------------------------------- |
| 4             | Grand Est                 | Metz, Reims, Strasbourg e Troyes    |
| 3             | Bretanha                  | Brest, Lorient e Rennes             |
| 3             | Ródano-Alpes              | Clermont Foot, Lyon e Saint-Étienne |
| 2             | Altos da França           | Lens e Lille                        |
| 2             | País do Loire             | Angers e Nantes                     |
| 2             | Provença-Alpes-Costa Azul | Olympique de Marseille e Nice       |
| 1             | Ilha de França            | Paris Saint-Germain                 |
| 1             | Mónaco                    | Monaco                              |
| 1             | Nova Aquitânia            | Bordeaux                            |
| 1             | Occitânia                 | Montpellier                         |

### Informação dos clubes
| Equipe                 | Cidade           | Treinador            | Capitão           | Estádio (mando)         | Capacidade | Material Esportivo |
| ---------------------- | ---------------- | -------------------- | ----------------- | ----------------------- | ---------- | ------------------ |
| Angers                 | Angers           | Gérald Baticle       | Ismaël Traoré     | Stade Raymond Kopa      | 18.752     | Kappa              |
| Bordeaux               | Bordéus          | David Guion          | Benoït Costil     | Matmut Atlantique       | 42.115     | Adidas             |
| Brest                  | Brest            | Michel Der Zakarian  | Steve Mounié      | Stade Francis-Le Blé    | 15.931     | Adidas             |
| Clermont Foot          | Clermont-Ferrand | Pascal Gastien       | Florent Ogier     | Stade Gabriel-Montpied  | 11.980     | Patrick            |
| Lens                   | Lens             | Franck Haise         | Yannick Cahuzac   | Stade Bollaert-Delelis  | 37.705     | Macron             |
| Lille                  | Lille            | Jocelyn Gourvennec   | José Fonte        | Stade Pierre-Mauroy     | 50.186     | New Balance        |
| Lorient                | Lorient          | Christophe Pélissier | Fabien Lemoine    | Stade du Moustoir       | 18.890     | Kappa              |
| Lyon                   | Lyon             | Peter Bosz           | Léo Dubois        | Groupama Stadium        | 59.186     | Adidas             |
| Metz                   | Metz             | Frédéric Antonetti   | Dylan Bronn       | Stade Saint-Symphorien  | 25.636     | Kappa              |
| Monaco                 | Monaco           | Philippe Clement     | Wissam Ben Yedder | Stade Louis II          | 18.523     | Kappa              |
| Montpellier            | Montpellier      | Olivier Dall'Oglio   | Téji Savanier     | Stade de la Mosson      | 32.900     | Nike               |
| Nantes                 | Nantes           | Antoine Kombouaré    | Alban Lafont      | Stade de la Beaujoire   | 35.322     | Macron             |
| Nice                   | Nice             | Christophe Galtier   | Dante             | Allianz Riviera         | 35.624     | Macron             |
| Olympique de Marseille | Marselha         | Jorge Sampaoli       | Steve Mandanda    | Orange Vélodrome        | 67.394     | Puma               |
| Paris Saint-Germain    | Paris            | Mauricio Pochettino  | Marquinhos        | Parc des Princes        | 48.583     | Nike               |
| Reims                  | Reims            | Óscar García         | Yunis Abdelhamid  | Stade Auguste-Delaune   | 21.684     | Umbro              |
| Rennes                 | Rennes           | Bruno Génésio        | Hamari Traoré     | Roazhon Park            | 29.778     | Puma               |
| Saint-Étienne          | Saint-Étienne    | Pascal Dupraz        | Wahbi Khazri      | Stade Geoffroy-Guichard | 41.965     | Le Coq Sportif     |
| Strasbourg             | Estrasburgo      | Julien Stéphan       | Dimitri Liénard   | Stade de la Meinau      | 29.230     | Adidas             |
| Troyes                 | Troyes           | Bruno Irles          | Nenhum            | Stade de l'Aube         | 21.684     | Le Coq Sportif     |

## Classificação
Atualizado em 21 de maio de 2022.
| Pos | Equipes                | Pts | J  | V  | E  | D  | GM | GS | SG  | Classificação ou rebaixamento                                     |
| --- | ---------------------- | --- | -- | -- | -- | -- | -- | -- | --- | ----------------------------------------------------------------- |
| 1   | Paris Saint-Germain    | 86  | 38 | 26 | 8  | 4  | 90 | 36 | +54 | Fase de grupos da Liga dos Campeões da UEFA de 2022–23            |
| 2   | Olympique de Marseille | 71  | 38 | 21 | 8  | 9  | 63 | 38 | +25 | Fase de grupos da Liga dos Campeões da UEFA de 2022–23            |
| 3   | Monaco                 | 69  | 38 | 20 | 9  | 9  | 65 | 40 | +25 | Terceira pré-eliminatória da Liga dos Campeões da UEFA de 2022–23 |
| 4   | Rennes                 | 66  | 38 | 20 | 6  | 12 | 82 | 40 | +42 | Fase de grupos da Liga Europa da UEFA de 2022–23                  |
| 5   | Nice                   | 66  | 38 | 20 | 7  | 11 | 52 | 36 | +16 | Play-offs da Liga Conferência Europa da UEFA de 2022–23           |
| 6   | Strasbourg             | 63  | 38 | 17 | 12 | 9  | 60 | 43 | +17 |                                                                   |
| 7   | Lens                   | 62  | 38 | 17 | 11 | 10 | 62 | 48 | +14 |                                                                   |
| 8   | Lyon                   | 61  | 38 | 17 | 11 | 10 | 66 | 51 | +15 |                                                                   |
| 9   | Nantes                 | 55  | 38 | 15 | 10 | 13 | 55 | 48 | +7  | Fase de grupos da Liga Europa da UEFA de 2022–23                  |
| 10  | Lille                  | 55  | 38 | 14 | 13 | 11 | 48 | 48 | 0   |                                                                   |
| 11  | Brest                  | 48  | 38 | 13 | 9  | 16 | 49 | 57 | –8  |                                                                   |
| 12  | Reims                  | 46  | 38 | 11 | 13 | 14 | 43 | 44 | –1  |                                                                   |
| 13  | Montpellier            | 43  | 38 | 12 | 7  | 19 | 49 | 61 | –12 |                                                                   |
| 14  | Angers                 | 41  | 38 | 10 | 11 | 17 | 44 | 55 | –11 |                                                                   |
| 15  | Troyes                 | 38  | 38 | 9  | 11 | 18 | 37 | 53 | –16 |                                                                   |
| 16  | Lorient                | 36  | 38 | 8  | 12 | 18 | 35 | 63 | –28 |                                                                   |
| 17  | Clermont Foot          | 36  | 38 | 9  | 9  | 20 | 38 | 69 | –31 |                                                                   |
| 18  | Saint-Étienne          | 32  | 38 | 7  | 11 | 20 | 42 | 77 | –35 | Play-off do Rebaixamento                                          |
| 19  | Metz                   | 31  | 38 | 6  | 13 | 19 | 35 | 69 | –34 | Zona de rebaixamento à Ligue 2 de 2022–23                         |
| 20  | Bordeaux               | 31  | 38 | 6  | 13 | 19 | 52 | 91 | –39 | Zona de rebaixamento à Ligue 2 de 2022–23                         |

## Confrontos
|                        | ANG | BOR | BRE | CLF | LEN | LIL | LOR | LYO | MET | ASM | MHS | NAN | NIC | OLM | PSG | REI | REN | SÉT | STR | TRO |
| ---------------------- | --- | --- | --- | --- | --- | --- | --- | --- | --- | --- | --- | --- | --- | --- | --- | --- | --- | --- | --- | --- |
| Angers                 | —   | 4–1 | 1–0 | 0–1 | 1–2 | 1–1 | 1–0 | 3–0 | 3–2 | 1–3 | 2–0 | 1–4 | 1–2 | 0–0 | 0–3 | 0–1 | 2–0 | 0–1 | 0–1 | 2–1 |
| Bordeaux               | 1–1 | —   | 1–2 | 0–2 | 2–3 | 2–3 | 0–0 | 2–2 | 3–1 | 1–1 | 0–2 | 1–1 | 0–1 | 0–1 | 2–3 | 3–2 | 1–1 | 2–2 | 4–3 | 0–2 |
| Brest                  | 1–1 | 2–4 | —   | 2–0 | 4–0 | 2–0 | 0–1 | 2–1 | 1–2 | 2–0 | 0–4 | 1–1 | 0–3 | 1–4 | 2–4 | 1–1 | 1–1 | 1–0 | 0–1 | 5–1 |
| Clermont Foot          | 2–2 | 1–1 | 1–1 | —   | 2–2 | 1–0 | 0–2 | 1–2 | 2–2 | 1–3 | 2–1 | 2–3 | 1–2 | 0–1 | 1–6 | 0–0 | 2–1 | 1–2 | 0–2 | 2–0 |
| Lens                   | 2–2 | 3–2 | 0–1 | 3–1 | —   | 1–0 | 2–2 | 1–1 | 4–1 | 2–2 | 2–0 | 2–2 | 3–0 | 0–2 | 1–1 | 2–0 | 1–0 | 2–2 | 0–1 | 4–0 |
| Lille                  | 1–1 | 0–0 | 1–1 | 4–0 | 1–2 | —   | 3–1 | 0–0 | 0–0 | 1–2 | 2–1 | 1–1 | 0–4 | 2–0 | 1–5 | 2–1 | 2–2 | 0–0 | 1–0 | 2–1 |
| Lorient                | 0–0 | 1–1 | 1–2 | 1–1 | 2–0 | 2–1 | —   | 1–4 | 1–0 | 1–0 | 0–1 | 0–1 | 1–0 | 0–3 | 1–1 | 1–2 | 0–2 | 6–2 | 0–0 | 1–1 |
| Lyon                   | 3–2 | 6–1 | 1–1 | 3–3 | 2–1 | 0–1 | 1–1 | —   | 1–1 | 2–0 | 5–2 | 3–2 | 2–0 | 2–1 | 1–1 | 1–2 | 2–4 | 1–0 | 3–1 | 3–1 |
| Metz                   | 1–0 | 3–3 | 0–1 | 1–1 | 0–0 | 3–3 | 4–1 | 3–2 | —   | 1–2 | 1–3 | 0–0 | 0–2 | 1–2 | 1–2 | 1–1 | 0–3 | 1–1 | 0–2 | 0–2 |
| Monaco                 | 2–0 | 3–0 | 4–2 | 4–0 | 0–2 | 2–2 | 0–0 | 2–0 | 4–0 | —   | 3–1 | 1–1 | 1–0 | 0–2 | 3–0 | 1–2 | 2–1 | 3–1 | 1–1 | 2–1 |
| Montpellier            | 4–1 | 3–3 | 1–2 | 1–0 | 1–0 | 0–1 | 3–1 | 0–1 | 2–2 | 3–2 | —   | 2–0 | 0–0 | 2–3 | 0–4 | 0–0 | 2–4 | 2–0 | 1–1 | 0–1 |
| Nantes                 | 1–1 | 5–3 | 3–1 | 2–1 | 3–2 | 0–1 | 4–2 | 0–1 | 2–0 | 0–0 | 2–0 | —   | 0–2 | 0–1 | 3–1 | 1–0 | 2–1 | 1–1 | 2–2 | 2–0 |
| Nice                   | 1–0 | 4–0 | 2–1 | 0–1 | 2–1 | 1–3 | 2–1 | 3–2 | 0–1 | 2–2 | 0–1 | 2–1 | —   | 1–1 | 1–0 | 0–0 | 1–1 | 4–2 | 0–3 | 1–0 |
| Olympique de Marseille | 5–2 | 2–2 | 1–2 | 0–2 | 2–3 | 1–1 | 4–1 | 0–3 | 0–0 | 0–1 | 2–0 | 3–2 | 2–1 | —   | 0–0 | 1–1 | 2–0 | 3–1 | 4–0 | 1–0 |
| Paris Saint-Germain    | 2–1 | 3–0 | 2–0 | 4–0 | 1–1 | 2–1 | 5–1 | 2–1 | 5–0 | 2–0 | 2–0 | 3–1 | 0–0 | 2–1 | —   | 4–0 | 1–0 | 3–1 | 4–2 | 2–2 |
| Reims                  | 1–2 | 5–0 | 1–1 | 1–0 | 1–2 | 2–1 | 0–0 | 0–0 | 0–1 | 0–0 | 3–3 | 3–1 | 2–3 | 0–1 | 0–2 | —   | 2–3 | 2–0 | 1–1 | 1–2 |
| Rennes                 | 2–0 | 6–0 | 2–0 | 6–0 | 1–1 | 1–2 | 5–0 | 4–1 | 6–1 | 2–3 | 2–0 | 1–0 | 1–2 | 2–0 | 2–0 | 0–2 | —   | 2–0 | 1–0 | 4–1 |
| Saint-Étienne          | 2–2 | 1–2 | 2–1 | 3–2 | 1–2 | 1–1 | 1–1 | 1–1 | 1–0 | 1–4 | 3–1 | 0–1 | 0–3 | 2–4 | 1–3 | 1–2 | 0–5 | —   | 2–2 | 1–1 |
| Strasbourg             | 0–2 | 5–2 | 3–1 | 1–0 | 1–0 | 1–2 | 4–0 | 1–1 | 3–0 | 1–0 | 3–1 | 1–0 | 0–0 | 0–2 | 3–3 | 1–1 | 2–1 | 5–1 | —   | 1–1 |
| Troyes                 | 1–1 | 1–2 | 1–1 | 0–1 | 1–3 | 3–0 | 2–0 | 0–1 | 0–0 | 1–2 | 1–1 | 1–0 | 1–0 | 1–1 | 1–2 | 1–0 | 2–2 | 0–1 | 1–1 | —   |

| Vitória do mandante; Vitória do visitante; Empate. | O negrito significa que há rivalidade entre as duas equipes. |

## Desempenho por rodada
Clubes que lideraram o campeonato ao final de cada rodada:
| Rodadas | Rodadas | Rodadas | Rodadas | Rodadas | Rodadas | Rodadas | Rodadas | Rodadas | Rodadas | Rodadas | Rodadas | Rodadas | Rodadas | Rodadas | Rodadas | Rodadas | Rodadas | Rodadas | Rodadas | Rodadas | Rodadas | Rodadas | Rodadas | Rodadas | Rodadas | Rodadas | Rodadas | Rodadas | Rodadas | Rodadas | Rodadas | Rodadas | Rodadas | Rodadas | Rodadas | Rodadas | Rodadas |
| ------- | ------- | ------- | ------- | ------- | ------- | ------- | ------- | ------- | ------- | ------- | ------- | ------- | ------- | ------- | ------- | ------- | ------- | ------- | ------- | ------- | ------- | ------- | ------- | ------- | ------- | ------- | ------- | ------- | ------- | ------- | ------- | ------- | ------- | ------- | ------- | ------- | ------- |
| 1       | 2       | 3       | 4       | 5       | 6       | 7       | 8       | 9       | 10      | 11      | 12      | 13      | 14      | 15      | 16      | 17      | 18      | 19      | 20      | 21      | 22      | 23      | 24      | 25      | 26      | 27      | 28      | 29      | 30      | 31      | 32      | 33      | 34      | 35      | 36      | 37      | 38      |
| ANG     | ANG     | PSG     | PSG     | PSG     | PSG     | PSG     | PSG     | PSG     | PSG     | PSG     | PSG     | PSG     | PSG     | PSG     | PSG     | PSG     | PSG     | PSG     | PSG     | PSG     | PSG     | PSG     | PSG     | PSG     | PSG     | PSG     | PSG     | PSG     | PSG     | PSG     | PSG     | PSG     | PSG     | PSG     | PSG     | PSG     | PSG     |

Clubes que ficaram na última posição do campeonato ao final de cada rodada:
| Rodadas | Rodadas | Rodadas | Rodadas | Rodadas | Rodadas | Rodadas | Rodadas | Rodadas | Rodadas | Rodadas | Rodadas | Rodadas | Rodadas | Rodadas | Rodadas | Rodadas | Rodadas | Rodadas | Rodadas | Rodadas | Rodadas | Rodadas | Rodadas | Rodadas | Rodadas | Rodadas | Rodadas | Rodadas | Rodadas | Rodadas | Rodadas | Rodadas | Rodadas | Rodadas | Rodadas | Rodadas | Rodadas |
| ------- | ------- | ------- | ------- | ------- | ------- | ------- | ------- | ------- | ------- | ------- | ------- | ------- | ------- | ------- | ------- | ------- | ------- | ------- | ------- | ------- | ------- | ------- | ------- | ------- | ------- | ------- | ------- | ------- | ------- | ------- | ------- | ------- | ------- | ------- | ------- | ------- | ------- |
| 1       | 2       | 3       | 4       | 5       | 6       | 7       | 8       | 9       | 10      | 11      | 12      | 13      | 14      | 15      | 16      | 17      | 18      | 19      | 20      | 21      | 22      | 23      | 24      | 25      | 26      | 27      | 28      | 29      | 30      | 31      | 32      | 33      | 34      | 35      | 36      | 37      | 38      |
| STR     | STR     | STR     | TRO     | BOR     | MET     | MET     | SÉT     | SÉT     | SÉT     | SÉT     | SÉT     | MET     | MET     | SÉT     | SÉT     | SÉT     | SÉT     | SÉT     | SÉT     | SÉT     | SÉT     | SÉT     | BOR     | BOR     | BOR     | BOR     | BOR     | BOR     | BOR     | MET     | MET     | MET     | MET     | MET     | BOR     | BOR     | BOR     |

## Premiação
| Ligue 1 de 2021–22                        |
| ----------------------------------------- |
| Paris Saint-Germain Campeão (10.º título) |

## Play-off do rebaixamento

### Esquema
|  | Quartas de final | Quartas de final | Quartas de final |  |  | Semifinal | Semifinal | Semifinal |  |  | Final | Final         | Final |
|  |                  |                  |                  |  |  |           |           |           |  |  |       |               |       |
|  |                  |                  |                  |  |  | 3B        | Auxerre   | 0 (5)     |  |  |       |               |       |
|  | 4B               | Paris            | 1                |  |  | 5B        | Sochaux   | 0 (4)     |  |  |       |               |       |
|  | 5B               | Sochaux          | 2                |  |  |           |           |           |  |  | 3B    | Auxerre       |       |
|  |                  |                  |                  |  |  |           |           |           |  |  | 18A   | Saint-Étienne |       |
|  |                  |                  |                  |  |  | 2         |           |           |  |  |       |               |       |
|  |                  |                  |                  |  |  | 3         |           |           |  |  |       |               |       |

### Final
Jogo de ida
| 26 de maio de 2022 | Auxerre    | 1 – 1     | Saint-Étienne | Stade de l'Abbé-Deschamps, Auxerre |
| 19:00 (UTC+2)      | Perrin 86' | Relatório | 15' Youssouf  | Árbitro: Benoît Millot             |

Jogo de volta
| 29 de maio de 2022 | Saint-Étienne | 1 – 1     | Auxerre   | Stade Geoffroy-Guichard, Saint-Étienne |
| 19:00 (UTC+2)      | Camara 76'    | Relatório | 51' Sakhi | Árbitro: Antony Gautier                |

|                                         |       | Penalidades                             |  |
| Boudebouz Nordin Trauco Dioussé Bouanga | 4 – 5 | Dugimont Jubal Perrin Charbonnier Touré |  |

2–2 no agregado. Auxerre venceu nos pênaltis por 5–4 e se classificou para a Ligue 1 de 2022–23. Por outro lado, o Saint-Étienne foi rebaixado para a Ligue 2 de 2022–23.

## Estatísticas
Atualizado em 21 de maio de 2022.
| Pos. | Jogador           | Equipe                 | Gols |
| ---- | ----------------- | ---------------------- | ---- |
| 1    | Kylian Mbappé     | Paris Saint-Germain    | 28   |
| 2    | Wissam Ben Yedder | Monaco                 | 25   |
| 3    | Moussa Dembélé    | Lyon                   | 21   |
| 3    | Martin Terrier    | Rennes                 | 21   |
| 5    | Andy Delort       | Nice                   | 18   |
| 6    | Jonathan David    | Lille                  | 15   |
| 6    | Gaëtan Laborde    | Rennes                 | 15   |
| 8    | Mohamed Bayo      | Clermont Foot          | 14   |
| 9    | Neymar            | Paris Saint-Germain    | 13   |
| 10   | Ludovic Ajorque   | Strasbourg             | 12   |
| 10   | Arnaud Kalimuendo | Lens                   | 12   |
| 10   | Randal Kolo Muani | Nantes                 | 12   |
| 10   | Dimitri Payet     | Olympique de Marseille | 12   |
| 10   | Karl Toko Ekambi  | Lyon                   | 12   |

| Pos. | Jogador             | Equipe                 | Assist. |
| ---- | ------------------- | ---------------------- | ------- |
| 1    | Kylian Mbappé       | Paris Saint-Germain    | 17      |
| 2    | Lionel Messi        | Paris Saint-Germain    | 14      |
| 3    | Benjamin Bourigeaud | Rennes                 | 12      |
| 4    | Jonathan Clauss     | Lens                   | 11      |
| 5    | Dimitri Payet       | Olympique de Marseille | 10      |
| 5    | Hamari Traoré       | Rennes                 | 10      |
| 7    | Amine Gouiri        | Nice                   | 9       |
| 7    | Kevin Volland       | Monaco                 | 9       |
| 9    | Ludovic Ajorque     | Strasbourg             | 8       |
| 9    | Gaëtan Laborde      | Rennes                 | 8       |
| 9    | Lovro Majer         | Rennes                 | 8       |
| 9    | Caio Henrique       | Monaco                 | 8       |
| 9    | Moses Simon         | Nantes                 | 8       |

### Hat-tricks
| Jogador           | Para                   | Contra        | Resultado | Data                   | Ref.   |
| ----------------- | ---------------------- | ------------- | --------- | ---------------------- | ------ |
| Martin Terrier    | Rennes                 | Saint-Étienne | 5–0       | 5 de dezembro de 2021  | [ 22 ] |
| Hwang Ui-jo       | Bordeaux               | Strasbourg    | 4–3       | 23 de janeiro de 2022  | [ 23 ] |
| Arkadiusz Milik   | Olympique de Marseille | Angers        | 5–2       | 4 de fevereiro de 2022 | [ 24 ] |
| Serhou Guirassy   | Rennes                 | Metz          | 6–1       | 20 de março de 2022    | [ 25 ] |
| Kylian Mbappé     | Paris Saint-Germain    | Clermont Foot | 6–1       | 10 de abril de 2022    | [ 26 ] |
| Neymar            | Paris Saint-Germain    | Clermont Foot | 6–1       | 10 de abril de 2022    | [ 26 ] |
| Wissam Ben Yedder | Monaco                 | Brest         | 4–2       | 14 de maio de 2022     | [ 27 ] |
| Kylian Mbappé     | Paris Saint-Germain    | Metz          | 5–0       | 21 de abril de 2022    | [ 28 ] |
| Andy Delort       | Nice                   | Reims         | 3–2       | 21 de abril de 2022    | [ 29 ] |